# Chileense presidentsverkiezingen 1915
De Chileense presidentsverkiezingen van 1915 vonden op 25 juni van dat jaar plaats. Ze gelden als een van de corruptste presidentsverkiezingen die ooit in Chili zijn gehouden. Er was sprake van grootscheepse omkopingen. Uiteindelijk werd de kandidaat van Coalición, Juan Luis Sanfuentes, tot president gekozen. De uitslag lag echter zo dicht bij elkaar, dat de tegenpartij, de Alianza Liberal, de uitslag aanvocht. Uiteindelijk bekrachtigde het Nationaal Congres van Chili tijdens een speciale zitting de overwinning van Sanfuentes.

## Verkiezingsuitslag
| Kandidaat | Kandidaat | Kandidaat             | Partij | Partij        | Stemmen | Percentage |
| --------- | --------- | --------------------- | ------ | ------------- | ------- | ---------- |
|           |           | Juan Luis Sanfuentes  |        | Coalición/PLD | 174     | 50,17%     |
|           |           | Javier Ángel Figueroa |        | Coalición/PL  | 173     | 49,86%     |
| Totaal    | Totaal    | Totaal                |        |               | 347     |            |

## Bekrachtiging door hetNationaal Congres van Chili

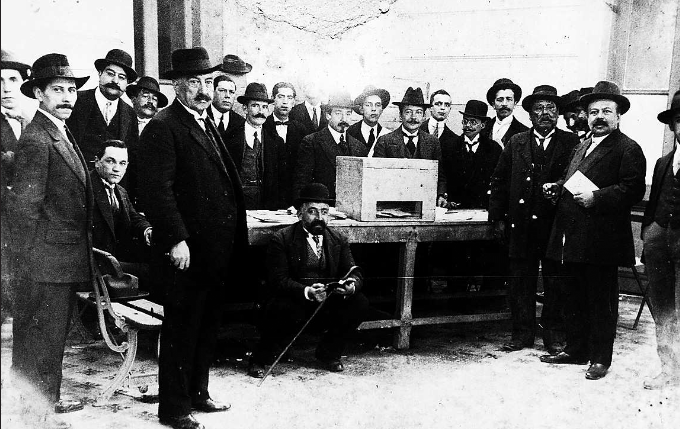
Presidentsverkiezingen van 1915

| Kandidaat | Kandidaat | Kandidaat             | Partij | Partij        | Stemmen | Percentage |
| --------- | --------- | --------------------- | ------ | ------------- | ------- | ---------- |
|           |           | Juan Luis Sanfuentes  |        | Coalición/PLD | 77      | 65,25%     |
|           |           | Javier Ángel Figueroa |        | Coalición/PL  | 41      | 34,75%     |
| Totaal    | Totaal    | Totaal                |        |               | 118     |            |

| Coalición * 65 zetels (55,08%) |
| Partido Conservador            |
| Partido Liberal Democrático    |
| Partido Nacional               |

| Alianza Liberal * 53 zetels (44,92%) |
| Partido Liberal                      |
| Partido Radical                      |
| Partido Demócrata                    |
| Partido Liberal Doctrinario          |

## Bron
- (es)  Elección Presidencial 1915